# Mindestumtausch
Als verbindlicher Mindestumtausch (inoffiziell Zwangsumtausch oder Eintrittsgeld genannt) wurde die Verpflichtung für Besucher der DDR aus dem nichtsozialistischen Wirtschaftsgebiet bezeichnet, einen bestimmten Betrag bei der Einreise in Mark der DDR zum offiziellen Kurs (der deutlich über dem Marktkurs lag) umzutauschen. Diese Regelung der Devisenverkehrsbeschränkung wurde am 1. Dezember 1964 eingeführt. Der umzutauschende Betrag änderte sich mehrmals. Nach der Wende wurde der Mindestumtausch am 24. Dezember 1989 abgeschafft. Insgesamt erzielte die DDR-Regierung mit dieser Maßnahme Einnahmen von 4,5 Milliarden DM. Die zwangsweise umgetauschten Beträge waren insbesondere bei Tages- und Verwandtenbesuchen nur schwer sinnvoll auszugeben, da Qualität und Sortiment der im Handel angebotenen Waren in sehr vielen Fällen für westliche Besucher wenig attraktiv waren. Trotz des Mindestumtausches verdreifachte sich der Verkehr aus der Bundesrepublik und West-Berlin in die DDR von 1969 bis 1975 auf über 3,5 Millionen Reisen im Jahr 1975. Auch in anderen Ländern, insbesondere denen des RGW sowie in Lateinamerika, gab es ähnliche Regelungen für Besucher und Touristen.

## Hintergrund DDR

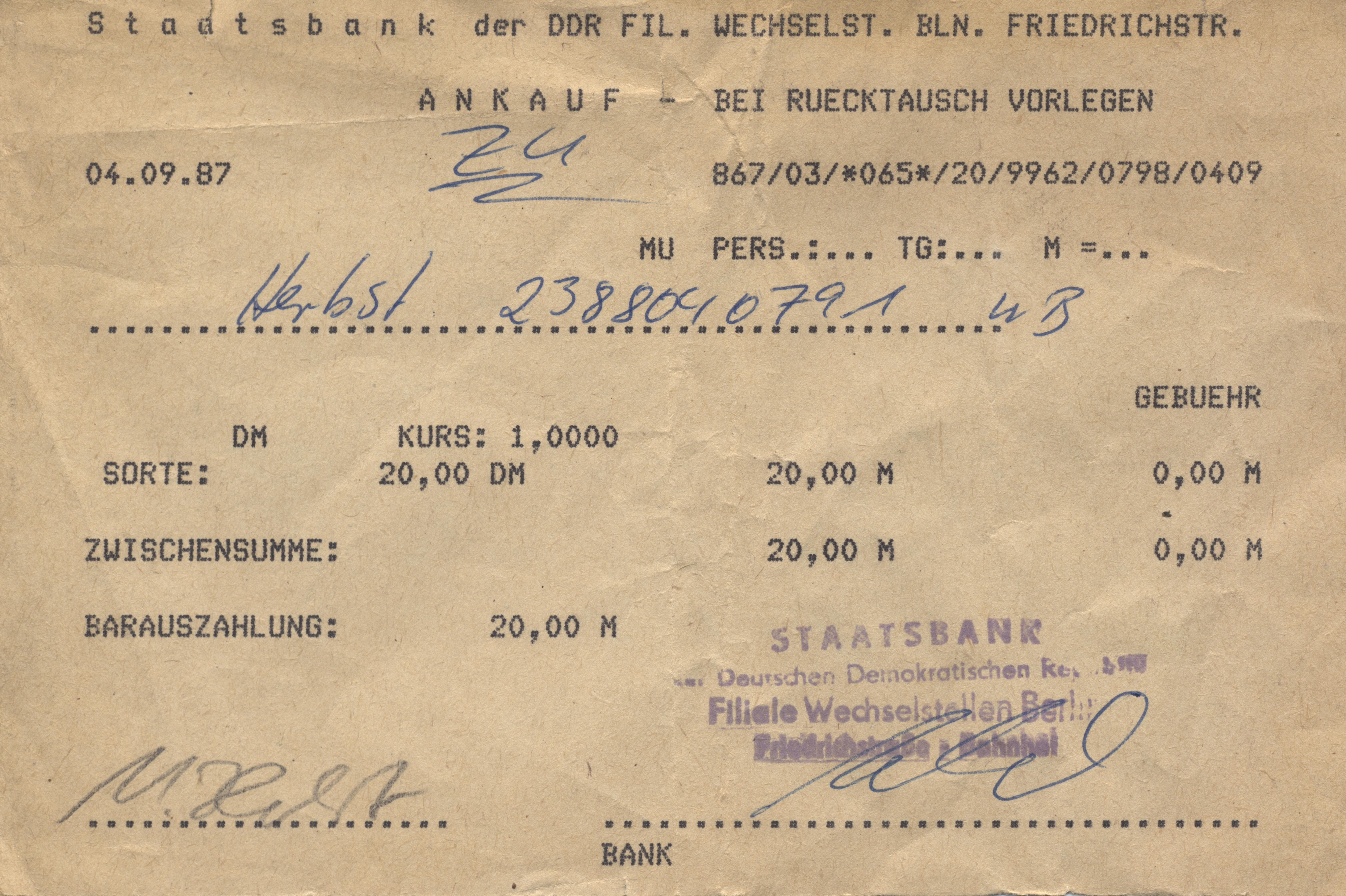
Umtauschbescheinigung der Staatsbank der DDR Berlin Bhf Friedrichstraße 20 DM in 20 M der DDR – 1987

Im besonderen Verhältnis der Bundesrepublik Deutschland zur DDR gab es einen Mindestumtausch. Hierunter versteht man die von der Regierung der DDR verhängte Regelung, nach der Bürger des so genannten NSW (Nichtsozialistisches Wirtschaftsgebiet, also westliche, marktwirtschaftliche Staaten) bei der Einreise in die DDR oder nach Ost-Berlin konvertierbare Währung in Mark der DDR (früher MDN), das Zahlungsmittel der DDR, umtauschen mussten.
Der Einführung des Mindestumtausches am 2. Dezember 1964 gingen die ersten beiden Passierscheinabkommen voraus, die West-Berlin und die DDR-Regierung am 17. Dezember 1963 und am 24. September 1964 abgeschlossen hatten, um Besuche von Westberlinern bei ihren Verwandten und Freunden in Ost-Berlin zu ermöglichen. Davon machten schon 1963/64 1,2 Millionen Bürgerinnen und Bürger West-Berlins Gebrauch. Die DDR-Regierung nutzte diesen Reisebedarf als Devisenquelle. Von 1966 an bestand im Handel zwischen beiden deutschen Staaten ein Handelsbilanzdefizit der DDR (mit einer Unterbrechung 1968).
Die drastische Erhöhung des Mindestumtausches 1973 stand im Zusammenhang mit den Devisenproblemen der DDR im Zuge der Ölkrise von 1973. Zwischen 1970 und 1974 stiegen die Exporterlöse der DDR für Industriewaren um 65 %, die Preise für Rohstoffimporte dagegen stiegen um 170 %. Die Bundesrepublik half der DDR-Wirtschaft in dieser Situation durch den Kreditrahmen (Swing) im innerdeutschen Handel, durch die an die DDR entrichteten Devisenpauschalen für den Transitverkehr nach West-Berlin und für Visagebühren sowie durch westdeutsche Kostenbeteiligungen am Ausbau der Transitstrecken. Zusammen mit dem Mindestumtausch der westdeutschen DDR-Besucher summierten sich diese Deviseneinnahmen der DDR ab 1979 auf geschätzte 2 bis 2,5 Mrd. DM pro Jahr – Devisen, die der DDR für Zinsen und Tilgung von internationalen Krediten zur Verfügung standen. Die Kreditbelastung der DDR wuchs von 1 Mrd. $ 1971 auf über 5 Mrd. $ 1977.

## Ablauf DDR
Pro Aufenthaltstag und pro Person war eine vorgeschriebene Höhe zu wechseln. Der Mindestumtausch betrug für Bürger der Bundesrepublik Deutschland und West-Berlins zuletzt 25,00 Mark der DDR im Kurs 1 : 1 (eine Mark der DDR = eine Deutsche Mark der Deutschen Bundesbank). Weiterhin mussten mitgeführte Devisen jeweils bei der Ein- und Ausreise auf einem Formblatt den Zollbehörden der DDR mitgeteilt werden. Bei Tagesaufenthalten in Ost-Berlin sowie im Kleinen Grenzverkehr in den grenznahen Kreisen der DDR erfolgte der Wechsel unmittelbar beim Grenzübertritt von West- nach Ost-Berlin. Verantwortlich für die Erhebung des Mindestumtauschs war die Passkontrolleinheit des MfS. An allen innerstädtischen Grenzübergängen befanden sich daher Niederlassungen der Staatsbank der DDR (früher Deutsche Notenbank). Bei mehrtägigen Aufenthalten musste der Währungstausch nach erfolgter Einreise bei einer beliebigen Filiale der Staatsbank der DDR vorgenommen werden. Die Aufenthaltsgenehmigung wurde dann durch die zuständige Volkspolizeikreisstelle für die Anzahl der Tage erteilt, für die man getauscht hatte. Die beim Aufenthalt eventuell nicht verbrauchte DDR-Währung durfte aufgrund der Devisenverkehrsbeschränkungen der DDR nicht ausgeführt oder in Devisen zurückgetauscht werden. Überschüssige Beträge konnten jedoch bei der Ausreise aus der DDR bei den Grenzfilialen der Staatsbank der DDR „deponiert“ und bei einer erneuten Einreise über dieselbe Grenzübergangsstelle wieder in Empfang genommen werden. Auf diese Weise war auch das Ansammeln und Abheben von mehreren Mindestumtauschbeträgen möglich. Für Einnahmen in der DDR (reguläre Geschäftstätigkeit, Honorare, Gagen, Bar-Erbschaften) konnte bei der Staatsbank der DDR ein Konto für sogenannte Devisenausländer eingerichtet werden, die Beträge wurden jedoch nicht verzinst.
Obwohl der Wert der Währungen im internationalen Handel und den danach orientierten Kursen der West-Berliner Wechselstuben und Banken in der BRD deutliche Unterschiede zu Gunsten der D-Mark aufwies, bestand die DDR beim Wechsel von DM in M auf einen Kurs im Verhältnis von 1:1. War die rechtliche Grundlage für einen Rücktausch gegeben, wurde zum „international üblichen“ Kurs gewechselt. Da generell die Aus- und Einfuhr von DDR-Mark verboten war und als Devisenvergehen geahndet wurde, konnte ein Rücktausch in diesen besonderen Fällen nur bei der Staatsbank der DDR vorgenommen werden. Dieser Kurs war noch ungünstiger als ein Rücktausch bei westlichen Wechselstuben und Banken.
Dennoch gab es in West-Berlin einen regen Geschäftsverkehr mit der Mark der DDR. In fast allen Zweigstellen der Sparkasse der Stadt Berlin West wurde die Mark der DDR gegen die Deutsche Mark der Deutschen Bundesbank getauscht; der Umtauschkurs lag über Jahre hinweg zwischen 1 : 3 und 1 : 10. Die Kundschaft bestand hauptsächlich aus Soldaten der westalliierten Streitmächte, die an der Grenze nicht kontrolliert wurden.

## Chronologie DDR
Im Laufe der Jahre wurden die Rahmenbedingungen, insbesondere die jeweiligen Tagessätze, immer wieder verändert. Diese Veränderungen waren stets auch als Anpassung an die aktuelle politische Situation im Verhältnis der beiden deutschen Staaten zu verstehen.

### Einführung 1964
Am 25. November 1964 teilte die Regierung der DDR mit, dass man mit Wirkung vom 1. Dezember 1964 einen Mindestumtausch einführen werde. Als Hintergrund für diese Maßnahme nahm man an, dass die DDR nach Absetzung des sowjetischen Staatschefs Chruschtschow verstärkt auf Distanz zur Bundesrepublik gehen wollte. Westdeutsche mussten 5,00 DM, West-Berliner 3,00 DM pro Besuchstag umtauschen, Rentner und Kinder waren vom Mindestumtausch ausgenommen. Am 1. Dezember trat die Regelung in Kraft.

### Änderungen 1973 und 1974
Ab dem 15. November 1973 machten die neuen Regelungen keinen Unterschied mehr zwischen Westdeutschen und West-Berlinern. Die Regelungen galten nunmehr für Bürger kapitalistischer Staaten einheitlich. Allerdings wurde jetzt hinsichtlich des Reiseziels unterschieden. Die Umtauschsätze betrugen fortan für das Gebiet der DDR 20,00 DM, für Reisen nach Ost-Berlin 10,00 DM. Kinder und Rentner waren von dieser Regelung nicht mehr ausgenommen.
Ab dem 15. November 1974 wurden die Sätze wieder gesenkt. Jetzt musste für den Aufenthalt in der DDR 13,00 DM, für eine Reise nach Ost-Berlin 6,50 DM pro Tag und pro Person gewechselt werden. Vom 20. Dezember an waren Personen unter 14 Jahren und Rentner vom Mindestumtausch wieder ausgenommen.

### Änderung 1980
Die DDR kündigte am 9. Oktober 1980 eine zum 13. Oktober in Kraft tretende Änderung an. Demnach mussten nun 25,00 DM pro Person und Tag umgetauscht werden, zwischen den Reisezielen (DDR bzw. Ost-Berlin) wurde nicht mehr unterschieden, auch Rentner mussten den vollen Satz wieder tauschen. Für Personen unter 15 Jahren musste fortan ein ermäßigter Satz in Höhe von 7,50 DM gewechselt werden, Kinder unter sechs Jahren waren weiterhin vom Mindestumtausch befreit.
Empört über die Maßnahme der DDR zeigte sich damals vor allem die oppositionelle CDU/CSU in der Bundesrepublik. Sie vermutete eine Wahlkampfhilfe der DDR für die Sozialliberale Koalition. Denn nach Meinung der Opposition hätte die DDR bereits seit längerer Zeit eine Anhebung der Sätze beabsichtigt, diese jedoch bewusst erst einige Tage nach der am 5. Oktober abgehaltenen Bundestagswahl angekündigt, um der Opposition keine Wahlkampfmunition zu liefern.

### Änderungen 1983 und 1984
Ab dem 15. September 1983 waren nun wieder Kinder unter 14 Jahren von den Regelungen ausgenommen.
Der Umtauschsatz für Rentner wurde zum 1. August 1984 auf 15,00 DM gesenkt.

### Abschaffung 1989
Durch die Wende in der DDR (erstmals war es nach der Maueröffnung am 9. November 1989 für DDR-Bürger einfacher als für Bundesbürger, in den jeweils anderen Teil Deutschlands zu reisen) wurden zum 24. Dezember die Mindestumtauschregelungen auf Anordnung der DDR-Finanzministerin Uta Nickel außer Kraft gesetzt.

## Ähnliche Regelungen in anderen Ländern
Einen Mindestumtausch zu fordern, war nicht nur auf die DDR beschränkt. Nahezu alle Länder des RGW bedienten sich dieser Deviseneinnahmequelle. Auch andere, insbesondere lateinamerikanische Staaten, verlangten einen Mindestumtausch (in US-$). Teilweise konnten aber auch vor Reiseantritt Hotelgutscheine, Benzincoupons und Verpflegungs- und Warengutscheine in einer vorgeschriebenen Mindestmenge pro Reisetag gegen Devisen erworben werden. Oft war die Erteilung des Einreisevisums vom Nachweis eines Mindestumtauschs oder dem Erwerb der Gutscheine abhängig. Die Regelung entfiel nur bei Pauschalreisen. Hier sorgten die Reiseveranstalter für ausreichenden Devisenzufluss, der durch den Reisepreis abgedeckt war.
Auch im Verkehr der RGW-Länder untereinander gab es teilweise verbindliche Umtauschregelungen (Mindestumtausch, aber auch Höchstumtausch). So konnte man die transferierten Geldmengen und letztlich auch den Reiseverkehr besser kontrollieren. Darüber hinaus barg es die Möglichkeit, unerwünschte Treffen von DDR-Bürgern mit westlichen Verwandten und Freunden in den liberaleren sozialistischen „Bruderländern“ zu kontrollieren und einzudämmen.

## Rechtsgrundlagen
- Beschluß der Volkskammer der Deutschen Demokratischen Republik vom 11. Juni 1968. In: Gesetzblatt der DDR, Teil I Nr. 10 vom 11. Juni 1968, S. 227, Digitalisat.
- Anordnung über Durchführung eines verbindlichen Mindestumtauschs von Zahlungsmitteln vom 4. Juni 1972. In: Gesetzblatt der DDR, Teil II Nr. 32 vom 4. Juni 1972, S. 361, Digitalisat.
- Anordnung über Durchführung eines verbindlichen Mindestumtauschs von Zahlungsmitteln vom 5. November 1973. In: Gesetzblatt der DDR, Teil I Nr. 51 vom 6. November 1973, S. 517, Digitalisat.
- Anordnung über Durchführung eines verbindlichen Mindestumtauschs von Zahlungsmitteln vom 5. November 1974. In: Gesetzblatt der DDR, Teil I Nr. 54 vom 5. November 1974, S. 497, Digitalisat.
- Anordnung über Durchführung eines verbindlichen Mindestumtauschs von Zahlungsmitteln vom 9. Oktober 1980. In: Gesetzblatt der DDR, Teil I Nr. 29 vom 9. Oktober 1980, S. 291, Digitalisat.
- § 5 der Verordnung über die zeitweilige Einreise von Personen mit ständigem Wohnsitz in Berlin (West) in die Deutsche Demokratische Republik vom 23. Februar 1972[11]
- Anordnung über die Aufhebung der Rechtsvorschrift zum verbindlichen Mindestumtausch vom 21. Dezember 1989. In: Gesetzblatt der DDR, Teil I Nr. 26 vom 29. Dezember 1989, S. 275, Digitalisat.